# Tartarin de Tarascon (film, 1962)
Pour plus de détails, voir Fiche technique et Distribution.
Tartarin de Tarascon est un film réalisé par Francis Blanche et Raoul André, sorti en 1962. 

## Synopsis
Tartarin un paisible bourgeois, se trouve, à force de vantardises, contraint de partir pour le Maroc, chasser le lion de l'Atlas. Avant de s'embarquer à Marseille, il fait la connaissance d'un escroc qui se fait passer pour un prince.
Arrivés au Maroc, ce dernier pousse Tartarin dans les bras d'une prostituée française qu'il fait passer pour marocaine. Il l'accompagne ensuite dans la banlieue où Tartarin s'imagine dans l'Atlas. Mais sa seule tentative de chasse le conduit à tuer un vieux lion aveugle, appartenant à une confrérie, qu'il doit indemniser.
Ayant perdu ses illusions sur la chasse, le prince et sa belle marocaine, il ne lui reste que la peau du vieux lion qui lui a été donnée et qu'il envoie à ses amis de Tarascon.
Persuadé de s'être ridiculisé auprès de tous, il entreprend de rentrer discrètement à Tarascon, mais un chameau fidèle et les articles élogieux de la presse locale en font un héros.

## Fiche technique
- Titre : Tartarin de Tarascon
- Réalisation : Francis Blanche et Raoul André (conseiller technique)
- Scénario : d'après le roman d'Alphonse Daudet
- Adaptation : Francis Blanche, Yvan Audouard
- Dialogues : Yvan Audouard
- Assistant réalisateur : Jean Lefèvre
- Images : Walter Wottitz
- Opérateur : François Franchi, assisté de Bob Pater et Jean-Claude Gaillard
- Musique : Jean Leccia - (éditions Eddie Barclay)
- Décors : Louis Le Barbenchon, assisté de Marcel Meunier
- Son : René Sarazin
- Perchman : Paul Pauwels
- Recorder : Jacques Gérardot
- Montage : Gabriel Rongier, assisté d'Andrée Davanture
- Régisseur général : Renée Bardon
- Régisseur adjoint : René Brun
- Script-girl : Madeleine Santucci
- Maquillage : Phuong Maittret et Christiane Fornelli
- Photographe de plateau : Jami Blanc
- Accessoiriste : Jean Catala
- Habilleuse : Raymonde Ventura
- Durée : 105 minutes
- Pellicule 35 mm - noir et blanc
- Producteur : Georges Legrand
- Production : Princia, Djinn Films, Jad Films
- Directeur de production : Georges Legrand
- Secrétaire de production : Jeanne Michaud
- Distribution : Les Films Fernand Rivers S.A
- Tournage au Maroc (Casablanca, Taroudan) et en studios à Paris-Studios-Cinéma de Boulogne-Billancourt
- Plan d'hélicoptère tourné en Hélivision (Albert Lamorisse)
- Enregistrement Westrex
- Laboratoire Franay L.T.C Saint-Cloud
- Effets spéciaux : LAX
- Première présentation le 23/11/1962
- Genre : Comédie
- Visa d'exploitation : 26026

## Distribution
- Francis Blanche : Antoine Tartarin
- Alfred Adam : Le prince Grégori de Monténégro
- Jacqueline Maillan : Mme Bézuquet
- Robert Porte : Bézuquet, le pharmacien
- Michel Galabru : le capitaine Barbassou
- Annick Tanguy : Baia, l'entraîneuse
- Hubert Deschamps : Maître Ladévèze, le président du tribunal
- Camille Guérini : Victor Bombonnel
- Gaston Orbal : Commandant Bravida
- Paul Préboist : Costecalde, l'armurier
- Michel Emer : Le pianiste
- Maryse Paillet : Berthe Fracca
- Alain Bouvette : Fracca, le propriétaire du bourricot
- Joe Sentieri : Le chanteur du train
- Sandra : La chanteuse TV
- Raoul André : Le mécanicien locomotive
- Yvan Audouard : Un porteur S.N.C.F
- Albert Hughes : Tholozan, le cafetier
- Ibrahim Seck : Le propriétaire du lion aveugle
- Edith Fontaine : Jeannette, la bonne
- Aïta Vitton : la marocaine voilée
- Tayeb Saddiki : le souteneur de Baïa

et les participations de :
- Bourvil : le curé au vélomoteur
- Darry Cowl : L'homme en panne dans le désert
- Jean Richard : Le directeur du cirque
- Raymond Devos : L'automobiliste
- Roger Pierre et Jean-Marc Thibault : les scouts
- Georges de Caunes : Le radio reporter
- Henri Salvador : Le garde-chasse

Non crédités :
- Hassan Essakali : le Pacha
- Bachir El Alj